# 배니싱: 미제사건
《배니싱:미제사건》은 2022년 3월에 개봉예정인 대한민국의 비디오 영화이다.

## 줄거리
어느 날 심하게 훼손된 신원미상의 시신이 발견되고, 사건을 담당한 형사 '진호'가 국제 법의학자 '앨리스'를 찾아가 시신을 확인하기 위한 조언을 구한다. 국제 법의학자 '앨리스'는 최첨단 기술을 통해 실종 흔적을 복원하고, 사건을 담당한 형사 '진호'는 단순한 살인 사건이 아닌 장기매매 조직과 밀접한 관련이 있음을 직감한다. 사건의 진상을 규명하기 위해 함께 노력해온 두 사람은 국제 범죄 조직의 정체를 직시하고 충격적이고 참담한 사건의 실체를 드러낸다. 사라져야 할 이유가 있다!

## 캐스팅
- 안연석 : 박진호 역
- 올가 쿠릴렌코 : 알리스 로네 역
- 최무성 : 전달책 역
- 예지원 : 이미숙 역
- 이승준 : 닥터 리 역
- 박소이 : 윤아 역
- 성지루 : 재영 역
- 아누팜 트리파티